# Fritz Morgenthaler
Fritz Morgenthaler (19. Juli 1919 in Oberhofen am Thunersee im Kanton Bern – 26. Oktober 1984 in Addis Abeba, Äthiopien) war ein Schweizer Arzt, Psychoanalytiker und Autor. Er war neben Georges Devereux einer der Begründer der Ethnopsychoanalyse und Mitbegründer des Psychoanalytischen Seminars Zürich.

## Leben
Morgenthaler wurde als zweiter Sohn des Malers Ernst Morgenthaler und dessen Frau Sasha Morgenthaler-von Sinner in der Schweiz geboren, besuchte die Volksschule in Paris und absolvierte das Gymnasium in Zürich. Sein Medizinstudium schloss er 1945 in Zürich ab. Danach leitete er im Rahmen der Schweizer Spende die ärztliche Nachkriegshilfe in Prijedor (Jugoslawien). Von 1946 bis 1951 arbeitete er an der Neurologischen Universitätspoliklinik in Zürich und absolvierte eine Ausbildung der Psychoanalyse bei Rudolf Brun. Nach einem Assistenzjahr in Paris eröffnete er 1952 zusammen mit Paul Parin und Goldy Parin-Matthèy eine analytische Praxis in Zürich und übernahm schrittweise Funktionen in therapeutischen und analytischen Institutionen. Er trug wesentlich zur Demokratisierung und Autonomisierung der Schweizer Gesellschaft für Psychoanalyse bei und begann – vor allem in der Schweiz und in zahlreichen Städten Italiens – zu unterrichten. Zwischen 1954 und 1971 unternahm er – mit seiner Frau Ruth und dem Ehepaar Parin – sechs Forschungsreisen nach Westafrika und entwickelte dabei mit den Parins die Ethnopsychoanalyse. 1979/80 unternahm er eine Forschungsreise mit seinem Sohn Marco und den Ethnologen Florence Weiss und Milan Stanek ins Sepik-Gebiet nach Papua-Neuguinea. Zahlreiche weitere Reisen, zumeist mit seiner Frau, führten ihn nach Asien, Australien und Lateinamerika. 
Er starb 1984 in Äthiopien.

## Werk
International bekannt wurde Morgenthaler als Psychoanalytiker zuerst durch seine ethnologisch-analytischen Studien bei den Agni und den Dogon in Westafrika in den 1960er-Jahren, die er gemeinsam mit Paul Parin (1916–2009) und Goldy Parin-Matthèy (1911–1997) durchführte und publizierte. Seine pragmatisch orientierte Technik (1978) ist zu einem Standardwerk der kritischen Selbstreflexion für den Analytiker geworden. Morgenthalers Bild von der Perversion als Pfropf auf einem brodelnden Kessel, die sein Zeitgenosse Robert Stoller als erotische Form von Hass beschrieb, erklärte erstmals schlüssig und leicht verständlich die Funktion der Perversion. Sie ermögliche dem in dieser Hinsicht gestörten Ich ein ansonsten weitgehend störungsfreies Funktionieren. Morgenthaler war zudem der erste Psychoanalytiker, der die Homosexualität vom grundlegenden Stigma der Krankheit bzw. psychischen Störung befreit hat, indem er die Möglichkeit und die Voraussetzungen der Entwicklung einer psychisch gesunden Homosexualität beschrieb.

„Die Annahme, dass eine gleichgeschlechtliche Partnerwahl bereits ein Symptom darstellt, dass Homosexualität an sich ein Individuum psychisch krank macht, ist eine Unterstellung.“

Das Denken und Schreiben Morgenthalers zeichnet aus, dass es bei gegebener wissenschaftlicher Stringenz auch für Laien gut verständlich ist. Seine wichtigsten Werke sind in den letzten Jahren in Neuauflage im Gießener Psychosozial-Verlag erschienen.

## Trivia
Morgenthaler soll auch ein ausgebildeter Jongleur und Maler mit zahlreichen Ausstellungen gewesen sein. (Belege?)

## Schriften (Auswahl)
- Die Weißen denken zuviel. Psychoanalytische Untersuchungen bei den Dogon in Westafrika; mit Paul Parin und Goldy Parin-Matthèy. Atlantis, Zürich 1963; NA EVA, Hamburg 1993, ISBN 978-3-434-50602-7.
- Fürchte deinen Nächsten wie dich selbst. Psychoanalyse und Gesellschaft am Modell der Agni in Westafrika; mit Paul Parin/Goldy Parin-Matthèy. Suhrkamp, Frankfurt/M. 1971; NA Gießen 2006, ISBN 3-89806-462-X.
- Technik. Zur Dialektik der psychoanalytischen Praxis. Syndikat, Frankfurt/M. 1978; NA Psychosozial-Verlag, Gießen 2005, ISBN 3-89806-414-X
- Homosexualität. In: Volkmar Sigusch (Hrsg.), Therapie sexueller Störungen. 2., neubearbeitete und erweiterte Auflage. Stuttgart, New York: Thieme 1980, ISBN 3-13-517502-2.
- Homosexualität, Heterosexualität, Perversion; mit einem Vorw. von Hans-Jürgen Heinrichs. Qumran, Frankfurt Paris 1984; NA Psychosozial-Verlag, Gießen 2004, ISBN 978-3-89806-253-4.[5]
  - engl. Ausgabe: Homosexuality, Heterosexuality, Perversion, übers. von Paul Moor, The Analytic Press, Hillsdale, New Jersey 1988, ISBN 978-0-88163-060-2.
- Die Stellung der Perversionen in Metapsychologie und Technik. In: Psyche. Band 28, Nr. 12, 1974, ISSN 0033-2623, S. 1077–1098.
- Gespräche am sterbenden Fluss. Ethnopsychoanalyse bei den Iatmul in Papua Neuguinea; mit Florence Weiss und Marco Morgenthaler. Fischer-Taschenbuch-Verlag (Geist und Psyche 42267), Frankfurt am Main 1984, ISBN 3-596-42267-1.
- Der Traum. Fragmente zur Theorie und Technik der Traumdeutung, mit Zeichnungen des Autors. Hrsg. von Paul Parin. Edition Qumran, Frankfurt New York 1986; NA Psychosozial-Verlag, Gießen 2004, ISBN 3-89806-360-7.
- Psychoanalyse, Traum, Ethnologie. Vermischte Schriften. Psychosozial-Verlag, Gießen 2005, ISBN 3-89806-471-9.